# Napad NOVJ-a na Viroviticu studenog 1943.
Postrojbe 12. slavonske divizije NOVJ-a u studenom 1943. izvele su napad na garnizon u Virovitici koji su držale snage NDH zajedno s njemačkim vojnicima. Napad je izvršen u noći 6./7. studenog. U samom napadu su sudjelovala tri bataljuna 18. slavonske brigade sa dvije skupine diverzanata. Pošto se Virovitica nalazila unutar mreže bliskih osovinskih posada, glavnina divizije, deset bataljuna, upotrijebljeno je za zaštitu napada od intervencije iz drugih garnizona, dok je jedan bataljun ostavljen u divizijskoj rezervi.

## Napad
Napad je počeo 6. studenog i trajao 24 sata te je rezultirao velikim uspjehom. Zarobljena je cjelokupna Druga divizija Prve konjičke pukovnije NDH sa oko 500 domobrana, 13 časnika i 30 potčasnika. Nijemci su imali 53 vojnika i časnika izbačena iz stroja: 14 mrtvih, 10 ranjenih, 2 zarobljena i 27 nestalih. Snage NOVJ-a zadobile su veliki ratni plijen. Postrojbe NOVJ su u napadu imale 16 mrtvih i 53 ranjena. Zbog toga što se 7. studenog poslijepodne probila u Viroviticu njemačka grupacija iz Slatine, napad je oko 18.00 sati obustavljen i partizanske snage iz grada izvukle su se na Bilogoru, dok su ostale postrojbe nastavile održavati blokadu.
Za napad je bila karakteristična vrlo dobra obavještajna priprema i drskost u izvođenju. Suradnici NOP-a pridobili su jednog poručnika Konjičke pukovnije koji im je dao podatke o organizaciji obrane, kao i znake raspoznavanja. Koristeći te podatke, jedna četa 18. slavonske brigade, maskirana u domobrane, umarširala je u sam centar Virovitice bez ispaljenog metka, dok se jedan bataljun privukao u neposrednu blizinu kasarne Konjičke pukovnije. Time je postignuto iznenađenje i osiguran uspjeh napada.
Nakon odbijenih pokušaja prodora osovinskih snaga iz pravca Daruvara i Grubišnog Polja tijekom 9. i 10. studenog, divizija izvršila novi napad na Viroviticu tijekom noći 11./12. studenog. Tom prilikom snage NOVJ uništile su osovinske snage u zgradama pošte i škole i ovladale cijelim gradom osim zgrade poglavarstva. Ovo utvrđenje nije bilo moguće likvidirati zbog nedostatka teškog oružja. Ujutro 14. studenog snage NOVJ su se povukle iz Virovitice.